# Komu kibicują umarli?
Komu kibicują umarli? - tom poetycki Leszka Engelkinga, siódmy w jego dorobku. Książka ogłoszona przez Wydawnictwo Wojewódzkiej Biblioteki Publicznej i Centrum Animacji Kultury w Poznaniu w roku 2013. Opublikowano ją w serii "Biblioteka Poezji Współczesnej", stanowi jej tom 68, ISBN 978-83-62717-75-0.  Liczy 60 stron, format 16x21. Wiersze poprzedzone są mottem z księdza Józefa Baki (1707-1780), które zapowiada groteskową tonację części zawartych w książce Engelkinga utworów, oraz temat śmieci jako główny temat tomu. W wielu wierszach pojawiają się gry słowne, często o charakterze żartobliwym. Nierzadkie są też odwołania intertekstualne, na przykład do baśni i znanych książek dla dzieci czy - poprzez motta i aluzje literackie - do twórców hiszpańskiego obszaru językowego (Pedro Calderón de la Barca, José Gorostiza, César Vallejo). Zwraca uwagę staranna kompozycja książki, zwłaszcza jej środkowej części, gdzie powtarzają się haiku oraz wiersze o tytule zaczynającym się od słów "Trzy ćwiczenia stylistyczne na temat...". Uderza też przywoływanie elementów wierzeń religijnych czy koncepcji filozoficznych i teologicznych (np. wiersze Księgowy apokalipsy i  Apokatastaza).

## Literatura przedmiotu
- Leszek Szaruga, Świat poetycki (LVII), "Zeszyty Literackie" 2013, nr 3 (124)
- Nota: Leszek Engelking, Komu kibicują umarli?, "Nowe Książki" 2014, nr 3